# Oregon Route 414
Az Oregon Route 414 (OR-414) egy oregoni állami országút, amely kelet–nyugati irányban a 86-os út halfwayi kereszteződésétől a 413-as út cornucopiai elágazásáig halad.
A szakasz Pine Creek Highway No. 414 néven is ismert.

## Leírás
A rövid szakasz a 86-os útról nyugati irányban ágazik le. Miután áthalad a Fenyő-patak felett, Halfwaybe érkezik, ahol a 413-as út cornucopiai elágazásához érkezik.